# Route der Industriekultur – Industrienatur

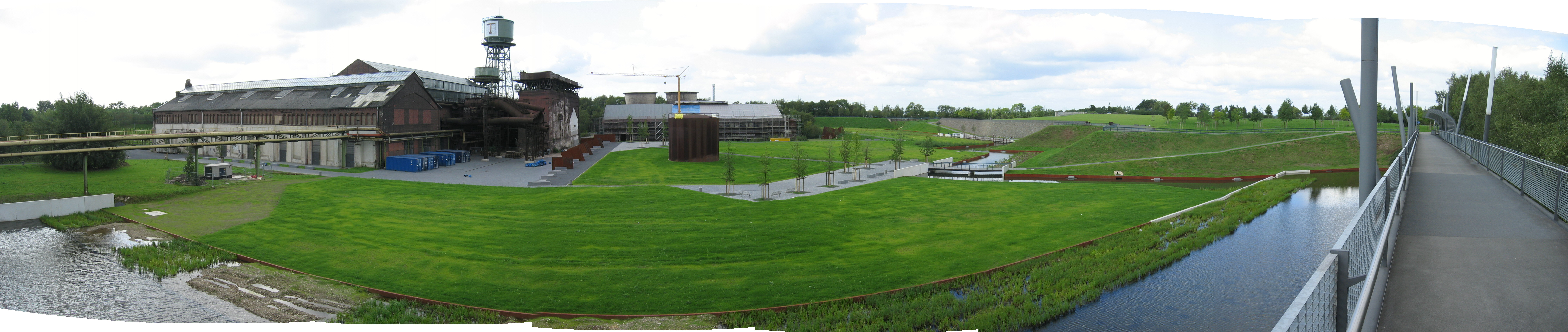
Panorama Westpark (Bochum) von Osten

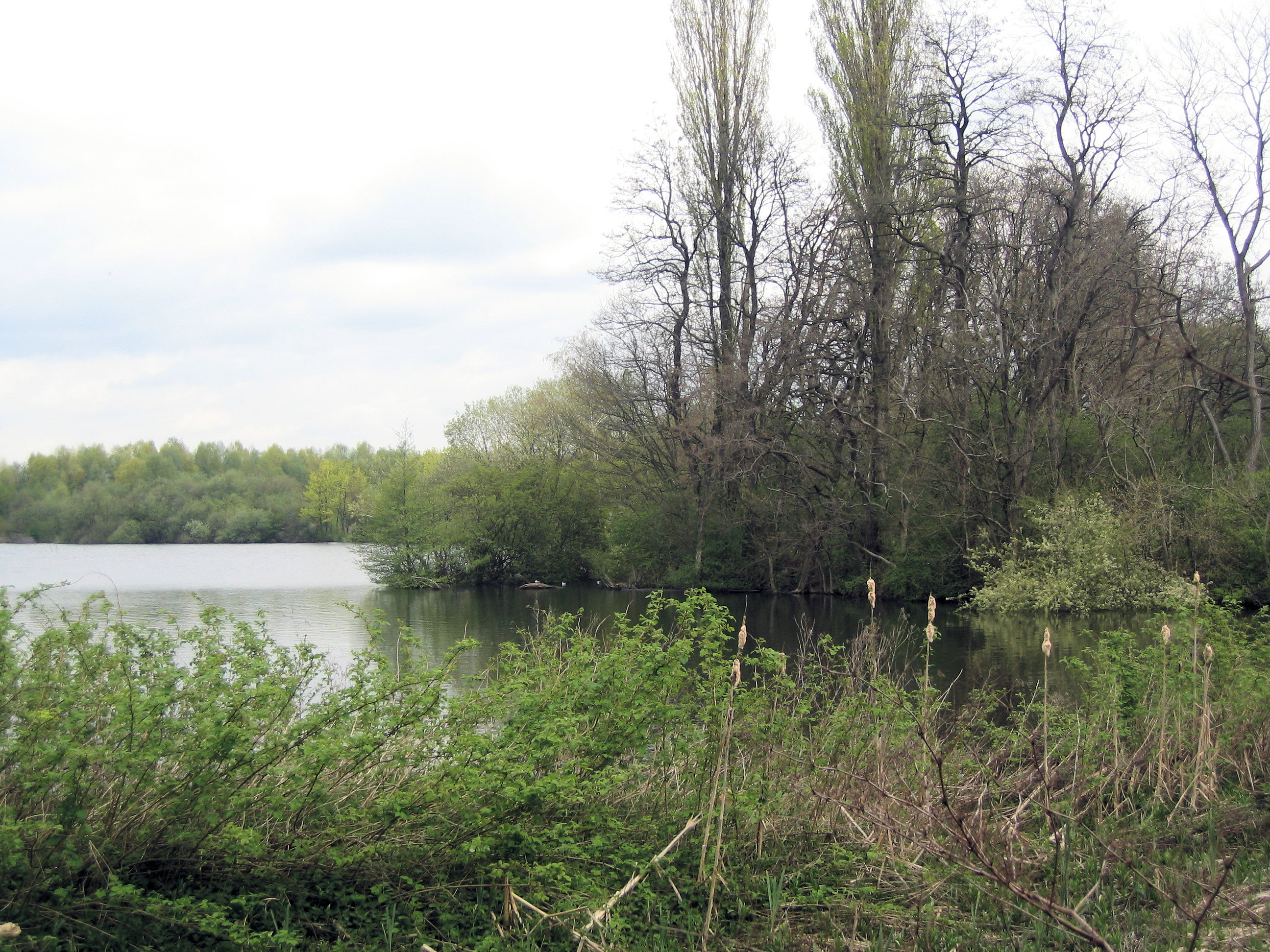
Naturschutzgebiet Hallerey

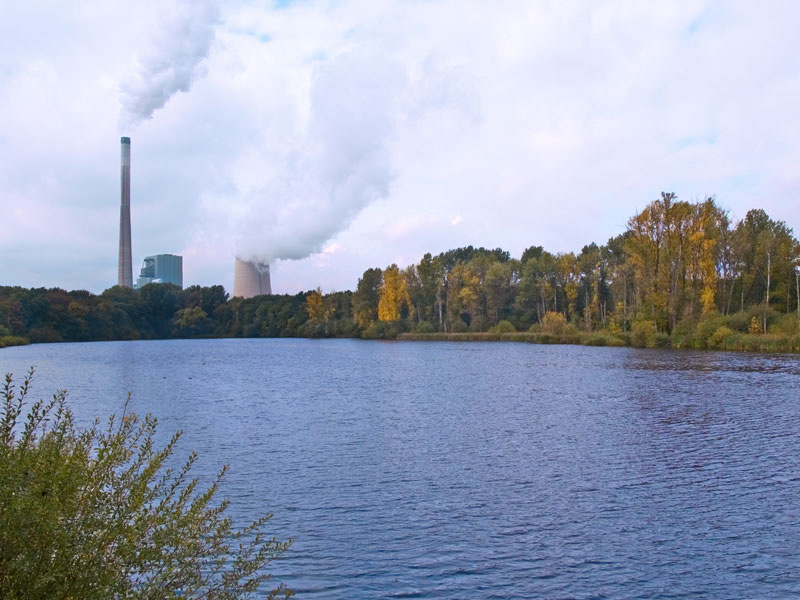
Beversee

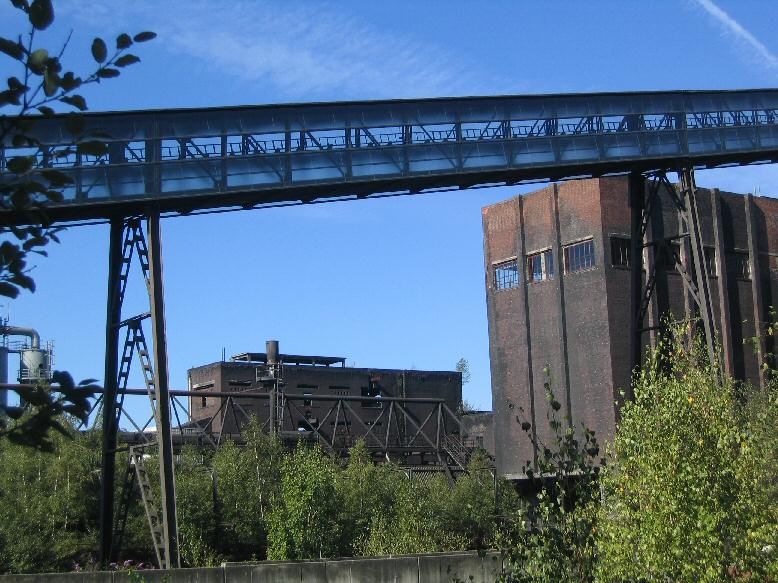
Kokerei Hansa, durch das ehemalige Förderband zum Kohlebunker verlaufen heute Führungen

Industrienatur ist der Name der Themenroute 24 der Route der Industriekultur.
Die Themenroute zeigt den Zusammenhang zwischen der ehemaligen industriellen Nutzung verschiedener Gelände mit der sie umgebenden und zurückerobernden Natur auf. Das Landschaftsbild im Ruhrgebiet wurde durch Halden, Industriebetriebe (wie Zechen, Kokereien oder weiterverarbeitenden Betrieben) und Verkehrsinfrastruktur (wie Kanalbau oder Eisenbahngelände) nachhaltig geändert. Auch indirekt führten die menschlichen Eingriff zu Veränderungen an der Landschaft. Durch den Abbau der Kohle kam es zu Bergsenkungen, hieraus entstanden neue Seen (zum Beispiel die in dieser Route genannten Seen Hallerey und Beversee) und Probleme beim Abfluss der Emscher und ihrer Nebenflüsse, was deren Umbau zu Abwasserkanälen (Köttelbecke) zur Folge hatte.
Bereits während der Betriebszeit der Industriebetriebe siedelten sich vereinzelt Pflanzen an, nach der Stilllegung eroberte sich die Natur die Industriebrachen Schritt für Schritt wieder zurück. Dabei passt sich die Fauna und Flora an die veränderten Lebensbedingungen an und zeigt sich mit seltenen Arten und für die Umgebung außergewöhnlichen Ökosystemen. Typische Veränderungen der Flächen waren die Verdichtung des Bodens und die Ablagerung von Rohstoffen und Produkten wie Abraum, Asche, Kalk, Erz oder Kohle, was zu trockenen und sich im Sonnenschein stark erwärmenden, nährstoffarmen Böden führte. Im Gegensatz dazu sind in den Bergsenkungsgebieten Feuchträume entstanden.
Relikte aus der Industriegeschichte und neu gestaltete Kunstwerke machen die Flächen zusätzlich interessant. Mehrfach liegen ganz unterschiedliche Standorte nah beieinander, sodass sie zeitnah besucht und einander gegenübergestellt werden können, zum Beispiel das Haus Ripshorst mit der Brache Vondern im Norden und dem Gleispark Frintrop im Süden oder das Naturschutzgebiet am See Hallerey nahe der Kokerei Hansa.
2011 baute der RVR die Themenroute um und aus, seither enthält sie 19 Stationen (Veränderung sind kursiv gekennzeichnet).

## Stationen
- Haus Ripshorst
- Landschaftspark Duisburg-Nord
- Brache Vondern
- Gleispark Frintrop
- Welterbe Zollverein mit Zeche, Kokerei und Halden
- Landschaftspark Mechtenberg
- Halde Rheinelbe und Skulpturenwald
- Landschaftspark Hoheward (vor 2011 als Emscherbruch)
- Zeche Hannover I/II/V – Park Königsgrube
- Westpark
- Henrichshütte (neu ab 2011)
- Halde Lothringen I/II
- Industriemuseum Zeche Nachtigall (auf der ehemaligen Zeche Nachtigall) (neu ab 2011)
- Halde Zollern
- Naturschutzgebiet Hallerey
- Kokerei Hansa
- Halde Großes Holz
- Naturschutzgebiet Beversee
- Halde Sachsen (neu ab 2011)

Die Schurenbachhalde wird seit 2011 nicht mehr innerhalb dieser Themenroute aufgeführt, die Ökologiestation des Kreises Unna im Gutshof „Schulze Heil“ ist gar nicht mehr in der Route der Industriekultur vertreten.